# Tros de Sant Gregori
El Tros de Sant Gregori és un paratge de camps de conreu del municipi de Castell de Mur, al Pallars Jussà, a l'antic terme de Mur, en terres del poble de Vilamolat de Mur.
Està situat a la dreta del barranc de Sant Gregori, al costat meridional de l'ermita de Sant Gregori, al nord-est de la Roureda de Josep i a ponent de la Vinya del Serrat. Tot plegat, al nord de Vilamolat de Mur i de Casa Josep.

## Etimologia
El lloc pren el nom de la propera ermita de Sant Gregori.